# Municipios de la República de China
En la República de China (Taiwán), el municipio es una subdivisión administrativa de nivel secundario. Hay tres tipos de municipios: 
- municipio rural (en chino tradicional, 鄉; pinyin, xiāng)
- el municipio urbano (en chino tradicional, 鎮; pinyin, zhèn)
- el municipio indígena (o aborigen) de montaña (en chino tradicional, 山地鄉; pinyin, shāndexiāng)

## Jerarquía
En la jerarquía de organismos autónomos, el municipio se clasifica por debajo del condado, un organismo de primer nivel.
El municipio rural está formado por pueblos rurales (en chino tradicional, 村; pinyin, cūn), estos mismos compuestos por los barrios (en chino tradicional, 鄰; pinyin, lín).
El municipio urbano y el municipio indígena de montaña están formados por pueblos urbanos (en chino tradicional, 里; pinyin, lǐ ), estos mismos compuestos por barrios (en chino tradicional, 鄰; pinyin, lín).